# Área de Preservação Permanente
Área de Preservação Permanente (APP) é uma área protegida pela legislação ambiental brasileira, que pode ser coberta por vegetação natural ou não. O principal objetivo dessas áreas é proporcionar aos seres humanos um meio ambiente ecologicamente equilibrado, através da preservação ambiental dos recursos hídricos, da paisagem, da estabilidade do solo e do conjunto de seres vivos ali existente.
Em áreas consideradas área de preservação permanente, em regra, não pode ocorrer a intervenção humana, ou seja, não é possível utilizar ou explorar os recursos daquela área. Contudo, o Código Florestal Brasileiro traz alguns casos em que a intervenção é possível, desde que devidamente autorizada pelos órgãos públicos: utilidade pública, interesse social e atividades eventuais ou de baixo impacto ambiental.

## Definição legal
O Código Florestal Brasileiro possui um capítulo específico para tratar sobre o tema (Capítulo II), onde consta a seguinte definição (Art. 3º, inciso II):
"área protegida, coberta ou não por vegetação nativa, com a função ambiental de preservar os recursos hídricos, a paisagem, a estabilidade geológica, a biodiversidade, facilitar o fluxo gênico de fauna e flora, proteger o solo e assegurar o bem-estar das populações humanas".

## Aplicação
O Art. 4º do Código Florestal Brasileiro lista as áreas consideradas APPs:
Art. 4º Considera-se Área de Preservação Permanente, em zonas rurais ou urbanas, para os efeitos desta Lei:
I - as faixas marginais de qualquer curso d’água natural, desde a borda da calha do leito regular, em largura mínima de:
I - as faixas marginais de qualquer curso d’água natural perene e intermitente, excluídos os efêmeros, desde a borda da calha do leito regular, em largura mínima de: 
a) 30 (trinta) metros, para os cursos d’água de menos de 10 (dez) metros de largura;
b) 50 (cinquenta) metros, para os cursos d’água que tenham de 10 (dez) a 50 (cinquenta) metros de largura;
c) 100 (cem) metros, para os cursos d’água que tenham de 50 (cinquenta) a 200 (duzentos) metros de largura;
d) 200 (duzentos) metros, para os cursos d’água que tenham de 200 (duzentos) a 600 (seiscentos) metros de largura;
e) 500 (quinhentos) metros, para os cursos d’água que tenham largura superior a 600 (seiscentos) metros;
II - as áreas no entorno dos lagos e lagoas naturais, em faixa com largura mínima de:
a) 100 (cem) metros, em zonas rurais, exceto para o corpo d’água com até 20 (vinte) hectares de superfície, cuja faixa marginal será de 50 (cinquenta) metros;
b) 30 (trinta) metros, em zonas urbanas;
III - as áreas no entorno dos reservatórios d’água artificiais, na faixa definida na licença ambiental do empreendimento, observado o disposto nos §§ 1º e 2º ;
III - as áreas no entorno dos reservatórios d’água artificiais, decorrentes de barramento ou represamento de cursos d’água naturais, na faixa definida na licença ambiental do empreendimento; 
IV - as áreas no entorno das nascentes e dos olhos d’água, qualquer que seja a sua situação topográfica, no raio mínimo de 50 (cinquenta) metros;
IV – as áreas no entorno das nascentes e dos olhos d’água perenes, qualquer que seja sua situação topográfica, no raio mínimo de 50 (cinquenta) metros; 
IV - as áreas no entorno das nascentes e dos olhos d’água perenes, qualquer que seja sua situação topográfica, no raio mínimo de 50 (cinquenta) metros; 
V - as encostas ou partes destas com declividade superior a 45º , equivalente a 100% (cem por cento) na linha de maior declive;
VI - as restingas, como fixadoras de dunas ou estabilizadoras de mangues;
VII - os manguezais, em toda a sua extensão;
VIII - as bordas dos tabuleiros ou chapadas, até a linha de ruptura do relevo, em faixa nunca inferior a 100 (cem) metros em projeções horizontais;
IX - no topo de morros, montes, montanhas e serras, com altura mínima de 100 (cem) metros e inclinação média maior que 25º , as áreas delimitadas a partir da curva de nível correspondente a 2/3 (dois terços) da altura mínima da elevação sempre em relação à base, sendo esta definida pelo plano horizontal determinado por planície ou espelho d’água adjacente ou, nos relevos ondulados, pela cota do ponto de sela mais próximo da elevação;
X - as áreas em altitude superior a 1.800 (mil e oitocentos) metros, qualquer que seja a vegetação;
XI - as veredas.
XI – em veredas, a faixa marginal, em projeção horizontal, com largura mínima de 50 (cinquenta) metros, a partir do limite do espaço brejoso e encharcado.
XI - em veredas, a faixa marginal, em projeção horizontal, com largura mínima de 50 (cinquenta) metros, a partir do espaço permanentemente brejoso e encharcado. 

Ainda, no parágrafo 10 do referido artigo do Código Florestal Brasileiro, temos ainda a possibilidade de medidas de faixas marginais distintas daquelas citadas acima:
§ 10. Em áreas urbanas consolidadas, ouvidos os conselhos estaduais, municipais ou distrital de meio ambiente, lei municipal ou distrital poderá definir faixas marginais distintas daquelas estabelecidas no inciso I do caput deste artigo, com regras que estabeleçam
I – a não ocupação de áreas com risco de desastres;   
II – a observância das diretrizes do plano de recursos hídricos, do plano de bacia, do plano de drenagem ou do plano de saneamento básico, se houver; e
III – a previsão de que as atividades ou os empreendimentos a serem instalados nas áreas de preservação permanente urbanas devem observar os casos de utilidade pública, de interesse social ou de baixo impacto ambiental fixados nesta Lei.

## Legislação de referência
- «Código Florestal Brasileiro»